# Aline Dole
Aline Dole, est une joueuse de pétanque française. 

## Clubs
- ?-? : USC Dijon (Côte-d'Or)
- ?-? : Pétanque du drapeau Dijon (Côte-d'Or)
- ?-? : Fraternelle Oullins (Rhône)

## Palmarès
Palmarès,

### Séniors

#### Championnats du Monde
Championne du Monde
- Triplette 1992 (avec Marie-Christine Virebayre et Ranya Kouadri) :  Équipe de France[3]

Finaliste
- Triplette 1990 (avec Ranya Kouadri, Sylvette Innocenti) :  Équipe de France[4]
- Triplette 1998 (avec Ranya Kouadri, Angélique Colombet et Peggy Milei) :  Équipe de France[5]

#### Jeux mondiaux
Vainqueur
- Doublette 1993 (avec Ranya Kouadri) :  Équipe de France

#### Championnats de France
Championne de France
- Doublette 1991 (avec Carole Dupon) : Pétanque du drapeau Dijon
- Doublette 1993 (avec Carole Dupon) : Pétanque du drapeau Dijon
- Doublette 1996 (avec Ranya Kouadri) : Fraternelle Oullins
- Doublette 1998 (avec Ranya Kouadri) : Fraternelle Oullins

Finaliste
- Doublette 1977 (avec Michèle Thiébault) : USC Dijon
- Doublette 1983 (avec Christine Siwiak) : USC Dijon